# Helictopleurus semivirens
Helictopleurus semivirens är en skalbaggsart som beskrevs av D'orbigny 1915. Helictopleurus semivirens ingår i släktet Helictopleurus och familjen bladhorningar. Inga underarter finns listade i Catalogue of Life.